# ريغي وايت
ريغي وايت (بالإنجليزية: Reggie White) (و. 1961 – 2004 م) هو لاعب كرة قدم أمريكية، من الولايات المتحدة، ولد في تشاتانوغا، يلعب كطرف دفاعي ‏، توفي في كورنيليوس، عن عمر يناهز 43 عاماً.

## التعليم
تعلم في Howard School of Academics and Technology ‏.

## جوائز
حصل على جوائز منها:
- قاعة مشاهير محترفي كرة القدم.

## وصلات خارجية
- ريغي وايت على موقع مرجع كرة القدم المحترفة.كوم (الإنجليزية)
- ريغي وايت على موقع قاعدة بيانات المصارعة على الإنترنت (الإنجليزية)

- ريغي وايت على موقع IMDb (الإنجليزية)
- ريغي وايت على موقع الموسوعة البريطانية (الإنجليزية)
- ريغي وايت على موقع إن إن دي بي (الإنجليزية)
- ريغي وايت على موقع قاعدة بيانات الفيلم (الإنجليزية)